# Liste der Biografien/Martin, F
Liste der Biografien |
Portal Biografien |
F Personensuche
# |
A |
B |
C |
D |
E |
F |
G |
H |
I |
J |
K |
L |
M |
N |
O |
P |
Q |
R |
S |
T |
U |
V |
W |
X |
Y |
Z |
?
 
Ma |
Mb |
Mc |
Md |
Me |
Mf |
Mg |
Mh |
Mi |
Mj |
Mk |
Ml |
Mm |
Mn |
Mo |
Mp |
Mq |
Mr |
Ms |
Mt |
Mu |
Mv |
Mw |
Mx |
My |
Mz
 
Maa |
Mab |
Mac |
Mad |
Mae |
Maf |
Mag |
Mah |
Mai |
Maj |
Mak |
Mal |
Mam |
Man |
Mao |
Map |
Maq |
Mar |
Mas |
Mat |
Mau |
Mav |
Maw |
Max |
May |
Maz
 
Mara |
Marb |
Marc |
Mard |
Mare |
Marf |
Marg |
Marh |
Mari |
Marj |
Mark |
Marl |
Marm |
Marn |
Maro |
Marp |
Marq |
Marr |
Mars |
Mart |
Maru |
Marv |
Marw |
Marx |
Mary |
Marz
 
Marta |
Marte |
Marth |
Marti |
Martj |
Martl |
Martm |
Martn |
Marto |
Martr |
Marts |
Martt |
Martu |
Martw |
Marty |
Martz
 
Martia |
Martic |
Martie |
Martig |
Martik |
Martil |
Martim |
Martin |
Martir |
Martis |
Martit |
Martiu |
Martiv
 
Martin, A |
Martin, B |
Martin, C |
Martin, D |
Martin, E |
Martin, F |
Martin, G |
Martin, H |
Martin, I |
Martin, J |
Martin, K |
Martin, L |
Martin, M |
Martin, N |
Martin, O |
Martin, P |
Martin, Q |
Martin, R |
Martin, S |
Martin, T |
Martin, U |
Martin, V |
Martin, W |
Martin, Z |
Martina |
Martinb |
Martinc |
Martind |
Martine |
Marting |
Martinh |
Martini |
Martinj |
Martink |
Martino |
Martinp |
Martins |
Martinu |
Martiny |
Martinz
Die Liste der Biografien führt alle Personen auf, die in der deutschsprachigen Wikipedia einen Artikel haben. Dieses ist eine Teilliste mit 32 Einträgen von Personen, deren Namen mit den Buchstaben „Martin, F“ beginnt.

## Martin, F

### Martin, Fa
- Martin, Fabrice (* 1986), französischer Tennisspieler

### Martin, Fe
- Martín, Felisa (1898–1979), spanische Physikerin und Meteorologin
- Martin, Felix (* 1995), deutscher Politiker (Bündnis 90/Die Grünen), MdLFelix Martin (* 1995)

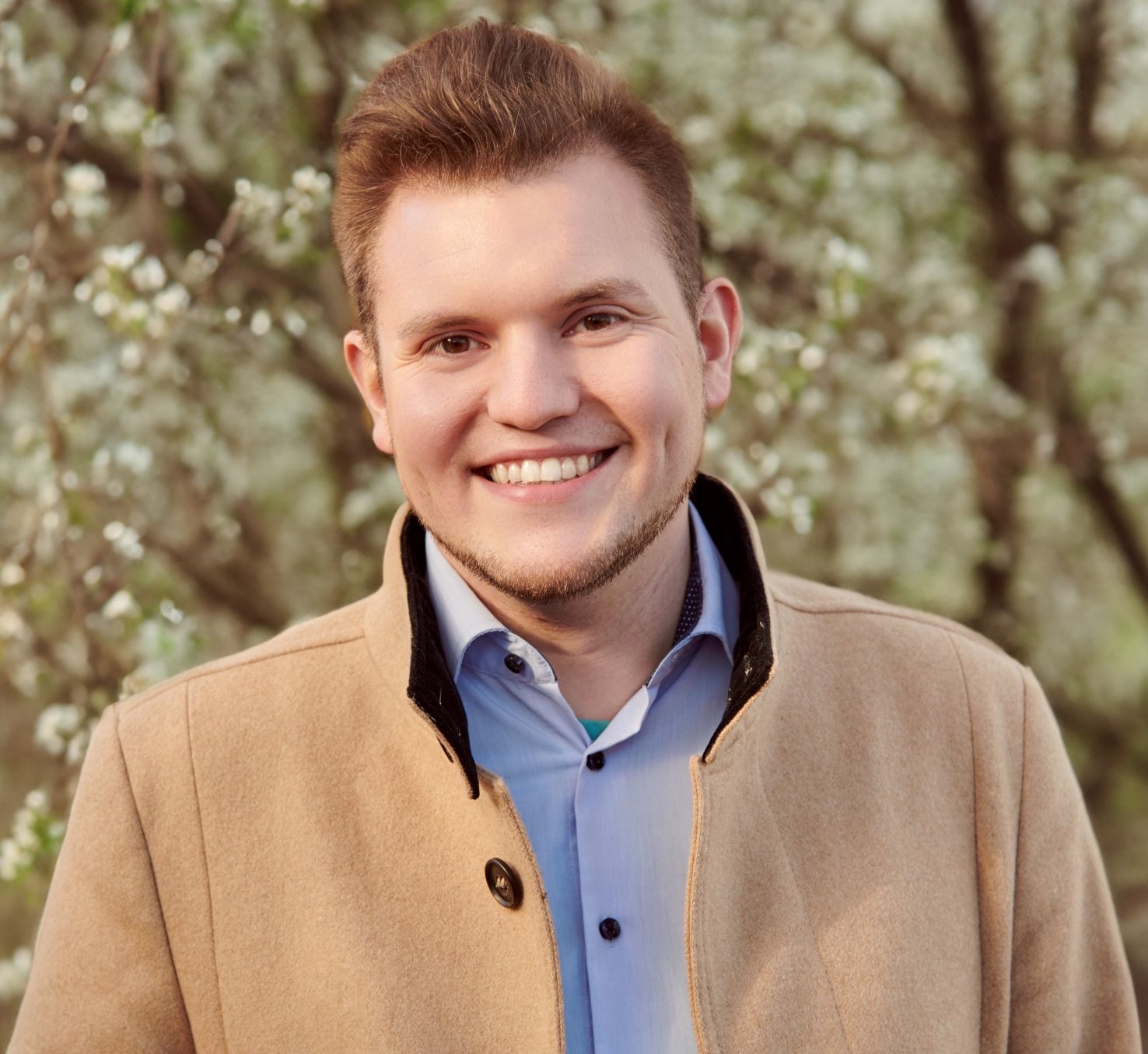
Felix Martin (* 1995)

- Martín, Fernando (1962–1989), spanischer Basketballspieler

### Martin, Fi
- Martin, Fiddlin’ Joe (1900–1975), US-amerikanischer Bluesmusiker
- Martin, Finn, deutscher Popsänger

### Martin, Fl
- Martin, Florencia (* 1985), US-amerikanischer Maskenbildnerin und Requisiteurin
- Martin, Floyd (1929–2023), kanadischer Eishockeyspieler und -trainer

### Martin, Fr
- Martin, Frances (* 1939), österreichische Schauspielerin
- Martin, Francis Marion (1830–1903), US-amerikanischer Politiker
- Martin, Francisco San (1985–2025), US-amerikanischer Schauspieler
- Martin, François (1634–1706), französischer Generalgouverneur in Indien
- Martin, François, französischer Komponist und Gitarrist
- Martin, François († 1757), französischer Cellist und Komponist der Frühklassik
- Martin, Frank (1878–1942), US-amerikanischer Baseballspieler
- Martin, Frank (1885–1962), schwedischer Springreiter
- Martin, Frank (1890–1974), Schweizer KomponistFrank Martin (1890–1974)

Frank Martin (1890–1974)

- Martin, Frank (1933–2007), kanadischer Eishockeyspieler
- Martin, Frank (1938–2012), US-amerikanischer Rechtsanwalt und Politiker
- Martin, Frank R. (1879–1959), US-amerikanischer Politiker (Demokratische Partei)
- Martin, Franz (1826–1906), bayerischer Generalmajor
- Martin, Franz (1882–1950), Salzburger Landeshistoriker
- Martin, Franz (1904–1959), deutscher Bildhauer
- Martin, Franz von (1854–1931), bayerischer Generalleutnant
- Martin, Frauke (* 1944), deutsche Politikerin (SPD), MdHB
- Martin, Fred (1929–2013), schottischer Fußballspieler
- Martin, Freddy (1906–1983), US-amerikanischer Tenorsaxophonist und Bandleader der Tanzband-Ära
- Martin, Frederick S. (1794–1865), US-amerikanischer Politiker
- Martin, Fredericka (1905–1992), US-amerikanische Krankenschwester, Schriftstellerin und Fotografin
- Martin, Friedrich († 1868), deutscher Verwaltungsbeamter
- Martin, Friedrich (1888–1931), deutscher Organist, Musikpädagoge und Komponist
- Martin, Friedrich (* 1902), deutscher Politiker (KPD, SED, DBD), MdV, DBD-Landesvorsitzender Sachsen